# Hypophyllonomus maculipalpi
Hypophyllonomus maculipalpi is een hooiwagen uit de familie Gonyleptidae.